# Csorba István (agrármérnök)
Csorba István (Szék, 1925. február 24. – Zsáka, 2008. október 19.) magyar agrármérnök, gazdasági szakíró.

## Életpályája
A kolozsvári mezőgazdasági főiskolán szerzett 1953-ban agrármérnöki oklevelet, ugyanott 1956-ig tanársegéd, majd a csombordi mezőgazdasági szakiskola tanára. Tanácsadó jellegű kertészeti cikkeit a Dolgozó Nő, Igazság, Falvak Dolgozó Népe közli. A zöldség- és gyümölcstermesztéssel kapcsolatban végzett tudományos kutatómunkát.

## Kötetei
- Zöldséghibrid vetőmagtermesztés (1955)
- Zöldséghajtatás és korai termesztés (1957)
- Házikert (1957)
- A családi ház kertje (Keszy-Harmath Erzsébettel és Veress Istvánnal, 1975)